# Domenico Petrucci
Domenico Petrucci (falecido em 1598) foi um prelado católico romano que serviu como bispo de Bisignano (1584–1598) e bispo de Strongoli (1582–1584).
No dia 17 de junho de 1582, Domenico Petrucci foi nomeado Bispo de Strongoli durante o papado de Gregório XIII. A 17 de junho de 1582, foi consagrado bispo por Giulio Antonio Santorio, cardeal-sacerdote de San Bartolomeo all'Isola, com Giovanni Battista Santorio, bispo de Alife, e Agostino Quinzio, bispo de Korčula, servindo como co-consagradores. No dia 23 de julho de 1584, foi nomeado bispo de Bisignano, onde serviu como bispo até à sua morte em 1598.
Enquanto bispo, foi o principal co-consagrador de Francesco Antonio D'Affitto, Bispo de San Marco (1585).